# Travian
Travian je nemška spletna igra, ki jo je razvil Travian Games GmbH. Veliko ima skupnega s spletno igro Tribal Wars. Leta 2006 je bil Travian najboljša spletna igra (igralo jo je več kot 10.000 igralcev) v kategoriji nemške najboljše internetne igre. Programerji so jo pretvorili iz navadne igre z rimskim imperijem v taktično vojaško igro, ki se dogaja v realnem času. Skupaj z dvema Angleškima verzijama in z originalno nemško, je bil preveden v več kot 30 jezikov. Danes ima čez 3 milijone igralcev po celem svetu. Narejena je v programskem jeziku PHP in zanjo potrebujemo internetni brskalnik. Bil je prva igra svoje vrste, ki jo je mogoče igrati prek prenosnega telefona.

## Alianse
Igra je namenjena skupinskemu igranju - surovine se lahko menjajo med igralci, mesta se da okrepiti z vojaki drugega igralca. V igri lahko ustanovimo alianso. Namen le te je, da se lahko več igralcev med sabo združi proti skupnem nasprotniku. V aliansi lahko igralec vidi kolikokrat so napadeni drugi člani alianse. Obstajajo pa tudi posebna komunikativna orodja. V vsaki aliansi je lahko največ 60 članov za to potrebujete Ambasado stopnja 20. Če pa je aliansa večja lahko ustanovi krila, ki se lahko skupaj bojujejo proti drugim (posamezniku ali aliansami). Med sabo lahko pa seveda sklenejo tudi zavezništva, pakte in tudi vojne.

## Travian 3.5 (verzija)
Travian Games GmbH je v začetku leta 2009 predstavil novo verzijo spletne igre Travian. Je vmesna verzija med verzijo 3.0 in 4.0, ki je še v razvoju. Narejena je bila zaradi tega, ker se bo verzija 4.0. razvijala nekoliko dlje. Verzija 3.5 prinaša nove zgradbe (pivovarna in konjsko napajališče), nove ikone, posodobljen zemljevid in artefakte.

## Forum
Vsaka država ima svoje forume. Na njih igralci razglabljajo o raznih stvareh v povezavi z igro in prijavljajo napake.

## Konec igre
Vsak travian strežnik pride do začetka konca. Za navadne strežnike traja to približno 300 dni, na t. i. speed serverjih pa se to zgodi že po 100 dnevih igranja ali malo kasneje. Proti koncu igre se pojavijo Natarska naselja z artefakti. Najprej morajo igralci premagati vasi Natarjev, v katerih so spravljeni artefakti, brez katerih je nemogoče zgraditi Čudo sveta, zgradbo potrebno za zmago. Čudo sveta lahko v svojem naselju gradijo le najboljši igralci s pomočjo alianse oz. zavezništev, saj so stroški nadgradnje te stavbe zelo visoki. Za zmago je zgradbo potrebno nadgraditi do stopnje 100. Med tem, ko igralci gradijo Čudo sveta, pa Natarji iz natarskih vasi napadajo in otežujejo nalogo. Vsakič, ko se Čudo sveta nadgradi za 5 stopenj, napadejo. Tako je do stopnje 95. Od stopnje 95 naprej pa napadejo za vsako pridobljeno stopnjo. Prvi ki nadgradi čudo sveta do stopnje 100 zmaga. Seveda pa to ni tako lahko, saj imajo Natarji ogromno vojske in je treba naselje braniti z veliko obrambe, ki je tudi velika porabnica žita. Pomembno je sodelovanje med člani alians in sodelovanje med zavezniškimi aliansami. Med drugim gradnjo otežujejo tudi napadalni igralci nezavezniških alians, ki želijo na vsak način preprečiti, da bi v igri zmagala nasprotna aliansa.

## Financiranje
Travian se financira s tem, ko igralci kupujejo zlato. Ker je travianu primankovalo denarja je uvedel dodatne možnosti za plus račun. Z novimi funkcijami lahko igralci nemudoma dokončajo gradbene ukaze ali pa si povečajo proizvodnjo. Pred kratkim, pa je Travian odprl tudi trgovino. V trgovini je možno kupiti razne izdelke. Od majic, skodelic pa do velikih nalepk.

## Vojska
Igralec lahko izbira med tremi plemeni:
- Rimljani
- Galci
- Tevtoni

vsako pleme pa ima tudi svoje posebnosti.
Galci:
- Imajo dobre obrambne enote
- lahko postavijo pasti in ujamejo napadalne enote
- špranja z dvojno kapaciteto
- Trgovci lahko nosijo 750 enot(na speedu 2250)
- primerni za začetnike

Tevtoni:
- hitri, poceni roparji
- Špranja skrije 66 procentov branilčevih surovin
- trgovci nesejo 1000 enot (3000 na speedu)
- So za agresivne in izkušene igralce

Rimljani:
- Drage dobre enote, imajo močno konjenico
- trgovci lahko nosijo 500 enot (na speedu 1500)
- Lahko gradijo stavbo in surovinska polja hkrati